# Al Kapott

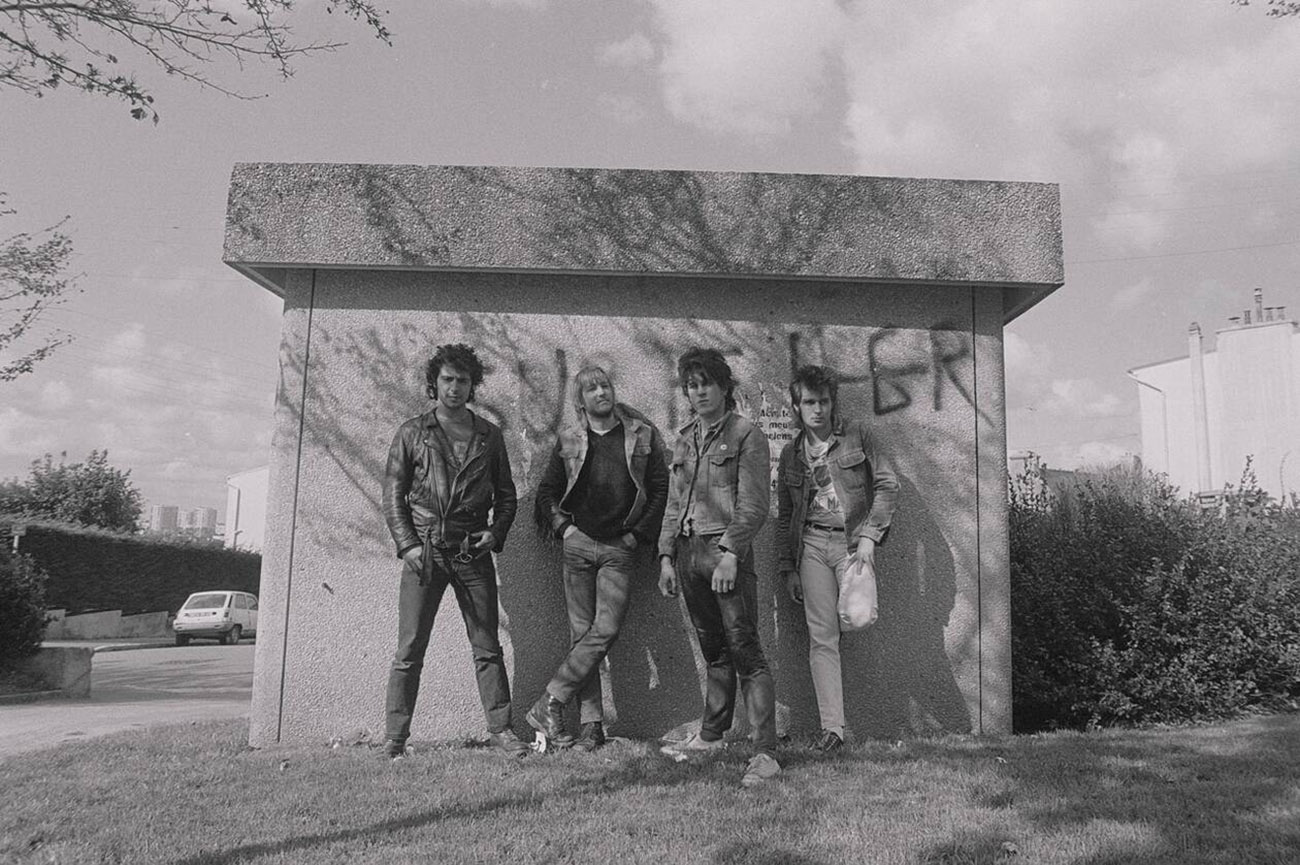
AL KAPOTT groupe de Punk Rock brestois en 1987

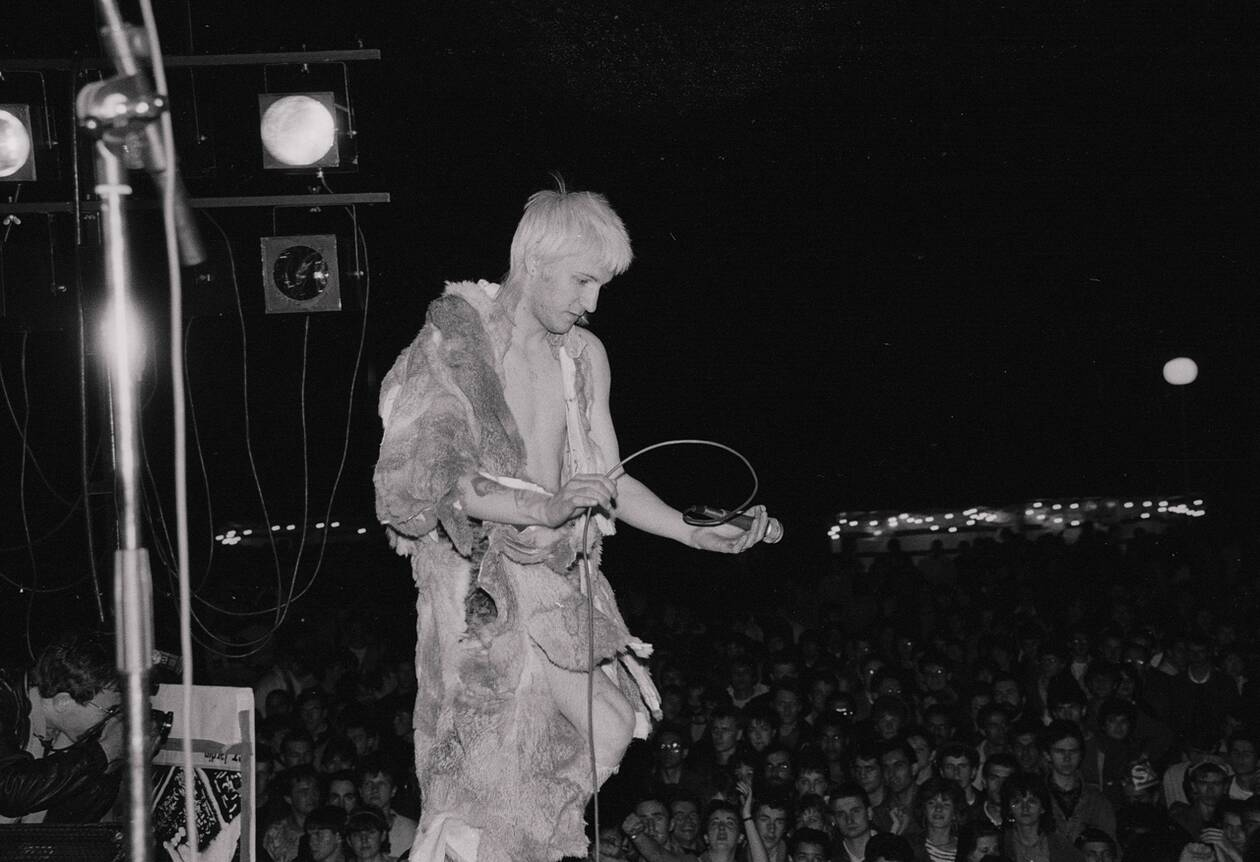
Bichon chanteur d'AL KAPOTT en concert au jardin Kennedy à Brest pour "Rock sur la Blanche 1986"

Al Kapott est un groupe de punk rock français, originaire de Brest, dans le Finistère. Le groupe est formé en 1983 et actif une première période jusqu'en 1987. Al Kapott se reforme plus de quinze années plus tard en 2005, pour de nouveau se séparer en 2009.
Devenu un groupe culte de la scène punk rock des années 1980, Al Kapott se popularise à son retour, qui devait être occasionnel, auprès des fans d'hier mais surtout d'aujourd'hui. Son style est reconnu pour la puissance rythmique et sonore envoyée par ces musiciens et les textes satirico-rebelles incarnés dans le timbre de voix particulier de son chanteur Bichon. Celui-ci est décédé en octobre 2019 à l'âge de 52 ans.

## Biographie

### Première période (1983–1987)
Al Kapott est formé en novembre 1983 dans le quartier HLM de Bellevue à Brest, dans le Finistère. La scène rock-punk locale est alors foisonnante, enthousiaste mais très inégale par manque de moyens et surtout par sa jeunesse et son manque d'expérience. Lors d'une entrevue avec Bichon, chanteur du groupe, Al Kapott répétait à ses débuts « les mercredis et les samedis après-midi, dans nos apparts, les HLM de Bellevue. C'était chaud, on faisait du bruit évidemment. On s'est fait emmerder, on a eu les flics plusieurs fois. Les voisins se plaignaient : ils nous demandaient de « baisser le tambour », ce qui était impossible ! Au début, on n'avait pas ni matos, ni sono, juste un bout de batterie, un petit ampli. Je chantais dans un transistor. » Le groupe se moule dans le punk rock typique des années 1980 et chante en français.
Ne s'adonnant à aucune tendance, le groupe se fait connaître avec des morceaux tels que Super curé, L'ours, Chourave et surtout Les Conseils. La plupart de leur morceaux, comme Super Curé et Les Bras musclés, sont sortis sur des compilations publiées par les labels Chaos Productions, New Wave Records, et 77 Records. Un 33 tours est sorti : Al Kapott, ainsi qu'un 45 tours, également intitulé Al Kapott auto-produit à 1 000 exemplaires, regroupant les titres L'ours et Cinéma en deuxième face. Le groupe se sépare en 1987. Bichon expliquera qu'ils manquaient d'argent avant et après les tournées, et décideront de se séparer d'un commun accord, « sans embrouille ».

### Deuxième période (2005–2009)
Le 11 novembre 2005, après 18 ans de séparation, le groupe se reforme et joue au Vauban, à Brest, à l'occasion de la sortie du livre 40 ans de rock à Brest réalisé par Ma Blanche Prod. Un deuxième concert suivra un peu plus tard, le 3 mars 2006 pour La Nuit du Lézard, ainsi qu'à l'Espace Léo Ferré de Bellevue le 29 avril 2006 ; un nouvel album est enregistré pour marquer l'évènement (et un DVD des vidéos tournées lors de ces concerts est sorti en 2009). Il est ensuite sollicité pour « La Nuit du Lézard » également au Vauban en février 2006, puis un troisième concert a eu lieu à Callac, en centre Bretagne, un quatrième à Brest-Bellevue leur fief, un cinquième pour le lancement du premier album de Thrashington DC à La Carène, un sixième au festival PolyRock en compagnie des Wampas. Un CD voit le jour, remix du vinyle 33 tours sorti en 1986.
Une tournée française au printemps 2008 passait par Rennes, Nantes, Bordeaux, Toulouse, Paris. En été 2008, Al Kapott se produit à nouveau à Callac, le 13 juillet, et à Brest-Recouvrance le 31 août, pour Les Beaux dimanches de la Rue Saint-Malo organisés par l'association Vivre la Rue. Le groupe effectue son dernier concert en juin 2009, avant de se séparer de nouveau.

## Membres
- Bichon - chant (1983-1987, 2005-2009) (décédé en 2019)
- Wawan ( Al Kapott - Mass Hysteria - Working Class Zéro)- guitare (1983-1987, 2005-2009)
- Vovotte (Komintern Sect - Lion's Law)guitare (1987)
- Patrice - basse (1983-1987),  guitare (2005-2009)
- Nono - batterie (1984, 2005-2009)
- Fred - (Collabos - Al Kapott - Hoax) batterie (1985-1987), basse (2005-2009)

## Discographie

### Apparitions
- 1985 : chanson Super curé (sur la compilation 1984 : The Second Sonic World War)
- 1985 : chanson Les bras musclés (sur la compilation Chaos en Europe)
- 1985 : chanson Bretagne 44 (sur la compilation 77 K.K.)
- 1986 : Vacances cannibales (sur la compilation 77 K.K. volume 2)

### EP
- 1986 : Al Kapott (44 tours)
- 1987 : Al Kapott (33 tours)

## DVD
- 2009 : Plus de carburant